# 生态和社会人民新联盟
生态和社会人民新联盟，也译作生态和社会大众新联盟，前称人民联盟（法語：Union populaire），是法國的一个已不存在的选举联盟，由生态主义政党和左翼政党于2022年五一国际劳动节成立。该联盟包括不屈法国、歐洲生態綠黨、法国共产党、社会党、一起！和世代·s 。 曾与新反资本主义党进行谈判。 但最终未能达成共识。
该联盟意识形态包括民主社会主义、环境保护主义、绿色政治、左翼民粹主义和社会民主主义。
根据不屈法国发布的新闻，该联盟明确目标是拒绝埃马纽埃尔·马克龙的公民一起联盟在议会占多数席位，并在2022年法国立法选举中击败极右翼。 如果该联盟赢得多数席位，不屈法国领导人让-吕克·梅朗雄将成为法国总理。 

## 历史

### 形成
2021年10月，也就是2022年总统大选前夕，让-吕克·梅朗雄成立了人民联盟。2021年12月，他宣布成立一个“人民联盟议会”，旨在将不屈法国以外的左翼人士汇集起来，以支持其参选。
在2022年立法选举的背景下，总统选举中最大的左翼力量不屈法国寻求将主要的左翼政党团结在生态和社会人民新联盟的旗帜下。 并于5月1日－5月4日间先后与欧洲生态绿党、法国共产党和社会党达成协议。共和与社会主义左翼也表示， 将就其加入人民联盟进行谈判。

### 扩张
为了达成联盟协议，欧洲生态绿党提议用“生态和人民联盟”或“生态和社会人民新联盟”取代人民联盟的名称。5月2日前不久，在“生态和社会人民新联盟”的共同旗帜下，与欧洲生态绿党达成了一项协议。该协议规定了577个生态主义者中的100个选区。鉴于欧洲生态绿党2020年法国市政选举在城市中心地带获胜。所以他们获得了波尔多、斯特拉斯堡和里昂，以及巴黎的第三、第五、第八和第九选区。
5月3日，法国共产党宣布将加入联盟。该党在其媒体中表示，他希望与其盟友形成多数，并宣布法国共产党和不屈法国之间有“共同的务实目标”。
社会党最初排除了与不屈法国的谈判，随后又于4月27日加入谈判；会谈于4月29日再次暂停。5月2日，社会党第一书记哈勒姆·德兹尔在其总部与不屈法国进行了谈判。一天后，不屈法国的谈判代表曼努埃尔·邦帕尔表示，双方之间的谈判“在实质问题上和选区上都很困难”。5月4日，社会党宣布与联盟达成协议，但须于次日由该党的全国委员会投票表决。委员会于5月5日批准了该协议，并成为联盟的一员。在社会党加入后，新反资本主义党宣布不会正式加入联盟，但表示他们将支持该联盟更激进的左翼候选人。

## 成员

2022年法国总统大选竞选期间的人民联盟标志。

最初的协议于2022年5月1日达成，不屈法国及其盟友与生态主义政党聚集在一起，包括欧洲生态绿党、生态世代、世代S、 还有新民主党。5月3日，法国共产党加入联盟。5月4日，社会党正式加入联盟。5月20日，新政宣布支持该联盟。
| 政党                     | 政党 | 政党             | 缩写   | 意识形态                                                                          | 政治立场       | 领导者                      | 领导者                         |
| ------------------------ | ---- | ---------------- | ------ | --------------------------------------------------------------------------------- | -------------- | --------------------------- | ------------------------------ |
| 不屈法国党团和盟友       |      |                  |        |                                                                                   |                |                             |                                |
|                          |      | 不屈法国         | LFI    | 民主社會主義、生態社會主義、左翼民粹主義 環境保護主義、另類全球化、軟歐洲懷疑主義 | 左翼           | 让-吕克·梅朗雄              | 阿德里安·卡特南斯              |
|                          |      | 左翼党           | PG     | 民主社會主義、生態社會主義、左翼民粹主義 環境保護主義、另類全球化、軟歐洲懷疑主義 | 左翼           | 让-吕克·梅朗雄              | 埃里克·科克雷尔、丹妮尔·西蒙妮 |
|                          |      | 一起！           | E！    | 社会主义、生态社会主义、反全球化                                                  | 左翼           | 集体领导                    | 集体领导                       |
|                          |      | 皮卡第崛起       | PD     | 民主社会主义、生态社会主义、左翼民粹主义 反资本主义、贸易保护主义、基层民主       | 左翼           | 弗朗索瓦·吕凡               | 弗朗索瓦·吕凡                  |
|                          |      | 为了生命生态革命 | REV    | 绿色政治、生态社会主义、环境保护主义、非暴力                                      | 左翼           | 艾美·卡隆                   | 艾美·卡隆                      |
|                          |      | 抵抗的平等974    | RÉ974  | 民主社会主义、地方主义                                                            | 左翼           | 让-于格·拉特农              | 让-于格·拉特农                 |
|                          |      | 独立工人党       | POI    | 共产主义、马克思主义、无产阶级国际主义                                            | 左翼至极左翼   | 集体领导                    | 集体领导                       |
| 生态主义者和盟友         |      |                  |        |                                                                                   |                |                             |                                |
|                          |      | 歐洲生態綠黨     | EELV   | 绿色政治、环保主义、地区主义、另类全球化、欧洲联邦主义                            | 中间偏左至左翼 | 朱利安·巴尤                 | 朱利安·巴尤                    |
|                          |      | 世代·s           | GS     | 社会民主主义、民主社会主义 生态社会主义、环境保护主义、欧洲联邦主义               | 中间偏左至左翼 | 伯努瓦·阿蒙                 | 伯努瓦·阿蒙                    |
|                          |      | 新民主黨         | ND     | 社会自由主义、社会民主主义、环境保护主义                                          | 中间至中间偏左 | 奧雷利安·塔謝 埃米莉·卡里乌 | 奧雷利安·塔謝 埃米莉·卡里乌    |
|                          |      | 生态世代         | GÉ     | 绿色政治、环境保护主义                                                            | 中间至中间偏左 | 德尔菲娜·巴托               | 德尔菲娜·巴托                  |
| 民主与共和左翼党团和盟友 |      |                  |        |                                                                                   |                |                             |                                |
|                          |      | 法国共产党       | PCF    | 共产主义、马克思主义、和平主义、生态社会主义                                      | 左翼           | 法比安·鲁塞尔               | 法比安·鲁塞尔                  |
|                          |      | 为了留尼汪       | PLR    | 民主社会主义、后马克思主义、地区主义                                              | 左翼           | 于格特·贝洛                 | 于格特·贝洛                    |
|                          |      | 人民公仆         | TH     | 社会民主主义、民主社会主义、进步主义                                              | 中间偏左至左翼 | 奥斯卡·特马鲁               | 奥斯卡·特马鲁                  |
|                          |      | Péyi-A           | Péyi-A | 马提尼克独立                                                                      | 中间偏左至左翼 | 让-菲利普·尼勒 马塞林·纳多  | 让-菲利普·尼勒 马塞林·纳多     |
| 社会党党团和盟友         |      |                  |        |                                                                                   |                |                             |                                |
|                          |      | 社会党           | PS     | 社会民主主义、亲欧洲主义、环保主义                                                | 中间偏左       | 奥利弗·福尔                 | 奥利弗·福尔                    |
|                          |      | 公共场所         | PP     | 社会民主主义、亲欧洲主义、环保主义                                                | 中间偏左       | 拉斐尔·格鲁克斯曼           | 拉斐尔·格鲁克斯曼              |
|                          |      | 马约特发展运动   | MDM    |                                                                                   | 中间偏左       |                             |                                |
|                          |      | 新政             | ND     | 进步主义、凯恩斯主义、欧洲联邦主义                                                | 中间偏左至左翼 | 阿诺·莱拉切 艾琳·穆凯       | 阿诺·莱拉切 艾琳·穆凯          |

## 候选人
| 政党或集团                                                                | 政党或集团                                                                | 选区 | 占比    |
| ------------------------------------------------------------------------- | ------------------------------------------------------------------------- | ---- | ------- |
| 不屈法国和关联方 (不屈法国、左翼党、一起！、皮卡第崛起、为了生命生态革命) | 不屈法国和关联方 (不屈法国、左翼党、一起！、皮卡第崛起、为了生命生态革命) | 326  | 56.50%  |
| 生态主义者                                                                | 歐洲生態綠黨                                                              | 80   | 13.86%  |
| 生态主义者                                                                | 世代S                                                                     | 9    | 1.56%   |
| 生态主义者                                                                | 生态世代                                                                  | 9    | 1.56%   |
| 生态主义者                                                                | 新民主党                                                                  | 2    | 0.35%   |
| 生态主义者                                                                | 全部                                                                      | 100  | 17.33 % |
| 社会党                                                                    | 社会党                                                                    | 70   | 11.96 % |
| 法国共产党                                                                | 法国共产党                                                                | 50   | 8.84%   |
| 其他 (法國海外部分和科西嘉)                                               | 其他 (法國海外部分和科西嘉)                                               | 31   | 5.55 %  |
|                                                                           |                                                                           |      |         |
| 全部                                                                      | 全部                                                                      | 577  | 100 %   |

## 目标
这个联盟的目标是将左翼的主要力量聚集在一起，为2022年法国立法选举提出联合候选人。从而在国民议会中获得多数席位，以使让-吕克·梅朗雄成为总理，实现与总统埃马纽埃尔·马克龙的左右共治。
与会者围绕几个共同的提议进行了讨论，包括：将税后最低工资提高到每月1,400欧元、实现60岁退休、冻结基本必需品的价格、消除贫困、促进生态的发展和建立一个法兰西第六共和国。

## 主要选举记录

### 立法选举
| 选举年 | 第一轮    | 第一轮 | 第二轮    | 第二轮 | 议席      | +/−  | 排名 (议席) |
| 选举年 | 票数      | %      | 票数      | %      | 议席      | +/−  | 排名 (议席) |
| ------ | --------- | ------ | --------- | ------ | --------- | ---- | ----------- |
| 2022   | 5,949,119 | 26,16  | 6,772,780 | 32,64  | 142 / 577 | ▲ 84 | 第二名      |